# Жан-Жак Гисар
Жан-Жак Гисар (фр. Jacques Félix Jean "Jean-Jacques" Guissart; Ножан сир Марн, 5. август 1927 — Кан, 15. септембар 2008) био је француски веслачки репрезентативац, члан Веслачког клуба Друштва за подстицање спортова на води из Ножан сир Марн. Најчешће је веслао у четверцу без кормилара.
Са четверцем без кормилара Француске, учествовао је на Летњим олимпијским играма 1952. у Хелсинкију. Освојили су сребрну медаљу иза четверца Југославије. Француски четверац је веслао у саставу: Пјер Блондио, Жан-Жак Гисар, Марк Буису и Роже Готје.
Брат Жан-Жак Гисара, Рене је такође био веслачки репрезентативац и олимпијац Француске.